# Шилати отровници
Шилатите отровници (Atractaspididae) са семейство влечуги от разред Люспести (Squamata).
Таксонът е описан за пръв път от германския зоолог Алберт Гюнтер през 1858 година.

## Родове
- Atractaspis – Къртичеви змии
- Homoroselaps